# 오산대역 우미 린
오산대역 우미 린(영어:  Osan Collage Stn. Lynn)은 대한민국 경기도 오산시 수청동에 위치한 아파트 단지이다. 2004년에 완공하였다. 10개동, 990세대이다. 2022년, 해당 아파트의 단지명 및 브랜드를 오산대역 우미 린으로 변경하고, 외관을 재도색하여 리모델링하였다. 원래 처음 명칭은 수청동 물향기마을 우미이노스빌이였으나, 2022년에 지금의 명칭으로 변경되었다. 승강기는 상태가 심각한 2004년식 OTIS-LG(現 OTIS) Di1이 설치되어있다.